# مقدمة في الحساب
كتاب مقدمة في الحساب ويعرف أيضاً المدخل إلى علم العدد هو العمل الوحيد المتبقي في الرياضيات من قبل نيقوماخس الجرشي (60 – 120 م).

## ملخص
يحتوي العمل على كل من النثر الفلسفي والأفكار الرياضية الأساسية. يشير نيقوماخس الجرشي إلى أفلاطون في كثير من الأحيان ، ويكتب أن الفلسفة لا يمكن أن تكون ممكنة إلا إذا عرف المرء ما يكفي عن الرياضيات . يصف نيقوماخس أيضًا كيف أن الأعداد الطبيعية والأفكار الرياضية الأساسية أبدية ولا تتغير . يتكون من كتابين ، ثلاثة وعشرون وتسعة وعشرين فصلاً ، على التوالي.
على الرغم من أنه سبقه البابليون والصينيون ،  قدم نيقوماخس واحدة من أقدم جداول الضرب اليونانية الرومانية ، في حين يوجد أقدم جدول للضرب اليوناني الموجود على لوح شمع يرجع تاريخه إلى القرن الأول الميلادي (يوجد الآن في المتحف البريطاني ).

## الطبعات
- نيقوماخس الجرشي مقدمة في الحساب ، ترجمها إلى الإنجليزية مارتن لوثر دوج. مع دراسات في علم الحساب اليوناني بقلم فرانك إجليستون روبنز ولويس تشارلز كاربينسكي ، دراسات جامعة ميشيغان (لندن: ماكميلان ، 1926).
- نيقوماخس الجرشي مقدمة في الحساب ، ترجمها إلى الإنجليزية مارتن لوثر دوج. مع دراسات في الحساب اليوناني بقلم فرانك إجليستون روبنز ولويس تشارلز كاربينسكي (لندن: جونسون رينت كورب ، 1972).

## روابط خارجية
- المدخل إلى علم العدد لنيقوماخس الجراسيني على موقع مكتبة قطر الوطنية
- Nicomachus ' "Introduction to Arithmetic" ، ترجم من قبل مارتن لوثر D'Ooge في archive.org.
- Nicomachus of Gerasa: مقدمة في علم الحساب (1926) ترجمها بالإنجليزية مارتن لوثر دوج مع دراسات في علم الحساب اليوناني بقلم فرانك إجليستون روبنز ولويس تشارلز كاربينسكي في مكتبة هيثي ترست الرقمية